# تانوهاتا، ایواته
تانوهاتا، ایواته (به لاتین: Tanohata, Iwate) یک منطقهٔ مسکونی در ژاپن است که در استان ایواته واقع شده‌است. تانوهاتا ۱۵۶٫۱۹ کیلومترمربع مساحت و ۳٬۵۸۲ نفر جمعیت دارد.